# Йоанис Йоанидис
 Тази статия е за революционера.  За журналиста вижте Йоанис Йоанидис (журналист).  
Йоанис Йоанидис (на гръцки: Ιωάννης Ιωαννίδης) е гръцки революционер, деец на гръцката въоръжена пропаганда в Македония от началото на XX век.

## Биография
Йоанидис е роден в Кютахия, Мала Азия в 1888 - 1889 година. Учи в родния си град. През август 1904 година общината изпраща десетте най-добри ученици да учат в Гърция. Йоанидис е изпратен в гимназията в Цотили, Македония. Там се сблъсква с началото на гръцката пропаганда в Македония и през септември 1905 година се присъединява към четата на Георгиос Скалидис, която действа в Мариово. През март 1906 година четата на Скалидис влиза в сражение с турски аскер при Ивени, разгромена е и загиват повечето четници, включително и Йоанидис. В Гърция е издигнат негов бюст.
В Лерин е издигнат бюст на Йоанис Йоанидис, дело на скулптора Танасис Минопулос.